# Admonitio generalis

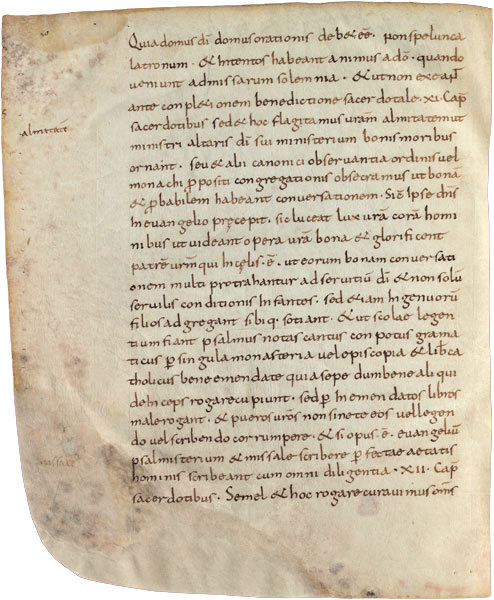
Text der Admonitio generalis von 789 in einer Handschrift des späten 9. Jahrhunderts aus Saint-Remi (Paris, Bibliothèque nationale de France, lat. 10758, fol. 50^{r})

Die Admonitio generalis (lateinisch: „allgemeine Ermahnung“) ist ein im Jahre 789 von Karl dem Großen erlassenes Kapitular. Sie gehört zu den bekanntesten Kapitularien überhaupt.

## Charakter und Inhalt
Die in Aachen verfasste Admonitio generalis ist ein ausführliches Send- und Mahnschreiben, das an die Bischöfe, den übrigen Klerus, die weltlichen Würdenträger und das Volk des Reiches gerichtet ist. Sie bezieht sich ausschließlich auf  die Bibel und das kirchliche Recht und bildet in ihrer Form ein Reformprogramm für das gesamte Fränkische Reich. Der bedeutende Gelehrte Alkuin wirkte an ihrer Formulierung mit. Sie führt die Initiative zu einer umfassenden Bildungsreform weiter, deren erstes erhaltenes Dokument die an Abt Baugulf von Fulda gerichtete, später zur weiteren Verbreitung Angilram von Metz übersandte epistola de litteris colendis von 784/85 darstellt.
Die Admonitio generalis ist in zwei Hauptabschnitte geteilt:
- In den Kapiteln 1 bis 59 werden Gegenstände der kirchlichen Ordnung behandelt. Im Großen und Ganzen sind es Wiederholungen von Anweisungen, die Papst Hadrian I. 774 gegeben hatte, speziell Canones und päpstliche Dekretalen aus der Sammlung des Dionysius Exiguus. Ziel war es, das alte, als vorbildlich angesehene Kirchenrecht wiederherzustellen.
- Im zweiten Abschnitt, den Kapiteln 60 bis 82, wird das eigentliche Reformprogramm initiiert. Karl der Große beabsichtigte damit die Fundamentalchristianisierung der oft noch heidnisch geprägten Stammesgesellschaft des Reiches. Er hielt die geistlichen und weltlichen Machthaber dazu an, einträchtig zusammenzuwirken, und installierte ein großangelegtes Programm zur Bildungspflege im Rahmen der kirchlichen Institutionen. So wurde die Gründung von Domschulen befohlen. An jedem Bischofssitz und jedem Kloster mussten Schreib- und Leseschulen gegründet werden.[2]
- Bahnbrechend war womöglich die Anordnung zur Verwendung der Volkssprache in Seelsorge und Predigt, was auf der Synode von Frankfurt im Jahre 794 bekräftigt wurde, indem der Volkssprache der gleiche Rang wie dem Lateinischen zuerkannt wurde, Liturgie und Bibeltext blieben aber Lateinisch.[3]

## Textausgabe
- Hubert Mordek, Klaus Zechiel-Eckes, Michael Glatthaar (Hrsg.): Die Admonitio generalis Karls des Großen (= Monumenta Germaniae Historica, Fontes iuris Germanici antiqui in usum scholarum separatim editi. Band 16). Hahn, Hannover 2012, ISBN 978-3-7752-2201-3. Digitalisat.